# Волмянский заказник
Волмянский биологический заказник — заказник в Смолевичском районе Минской области (Беларусь). Площадь 614,5 га. Западная граница заказника проходит по реке Волма.
Создан в 2001 году для сохранения в естественном состоянии ценных лесных формаций с комплексом редких и исчезающих видов растений и животных, занесённых в Красную книгу Республики Беларусь.

## Редкие и охраняемые виды
На территории заказника произрастают редкие для региона высоковозрастные бородавчатоберёзовые и осиновые леса, сосновые леса, исключительно редкие коренные высоковозрастные и разновозрастные еловые леса, сообщества широколиственно-сосново-еловых лесов с участием дуба и клёна.
Среди растений заказника 9 видов занесено в Красную книгу Республики Беларусь. Среди них редкие реликтовые виды живучки пирамидальной, плауна-баранца обыкновенного, арники горной, лилии кудреватой (царские кудри), чины горной, купальницы европейской, среднеевропейской сиеллы прямой (один из самых редких, малоизученных и ценных видов не только данной территории, но и республики в целом), пальчатокоренника майского и шпажника черепитчатого.
В реке Волме обитает редкий вид форели, занесённый в Красную книгу, ловятся гольян обыкновенный, окунь, голец, плотва.
На территории заказника обитают речной бобр. Здесь постоянно живут несколько семей, сооружены плотины. Обитает несколько особей кабанов, данный участок также является воспроизводственным центром этого вида в регионе.
Вполне обычными и даже многочисленными обитателями этих мест являются заяц-беляк, обыкновенная белка, лисица, лесной хорёк, горностай, обыкновенный ёж и обыкновенный крот, реже встречаются заяц-русак, ласка, американская норка (из-за сильной конкуренции с выдрой), изредка лесная соня.
На территории заказника запрещено не только разбивать туристические лагеря, но и размещаться для временного отдыха, разводить костры. В непосредственной близости от территории заказника размещаются развивающиеся сельские поселения Смольница, Волма, а также городской посёлок Сокол.